# De stærke Jyder
De stærke jyder var den första väckelserörelsen i Danmark. Den hade sitt ursprung bland landsbygdsbefolkningen i trakten av Hedensted och Løsning i Östjylland under 1700- och 1800-talet.[källa behövs]
Rörelsen växte fram som en reaktion på reformer inom utbildnings- och kyrkoväsendet, med införandet av nya läro-, andakts- och psalmböcker.
"De väckta" som man ursprungligen kallade sig själva vägrade att sända sina barn till skolorna. 1839 gav kung Frederik VI efter för deras civila olydnad och tillät dem att undervisa sina barn i egna friskolor. Sammanlagt grundade man de följande åren tretton kristna friskolor i väckelsens kärnland varav en, den i Bøgballe fortsatt är verksam.
I Øster Snede kyrka användes Kingos psalmbok (från 1699) ända fram till 1966.
De stærke jyder hade dubbla rötter i såväl luthersk ortodoxi som dansk pietism, ett arv som kom att vidareföras av andra lågkyrkliga rörelser som Indre Mission, Luthersk Mission och Evangelisk Luthersk Mission.[källa behövs]